# Í Fløtugerði
Í Fløtugerði – stadion piłkarski w miejscowości Fuglafjørður, leżącej w północno-wschodniej części wyspy Eysturoy na Wyspach Owczych. Jego pojemność to 1200 miejsc, w tym 360 siedzących.

## Historia
15 listopada 1940 roku klub ÍF Fuglafjørður rozpoczął zakup ziemi w północnej części Fuglafjørður. W kolejnych latach jego władze pozyskały dofinansowania ze strony gminy oraz pożyczki, co zaowocowało oficjalnym otwarciem stadionu w roku 1956.
12 sierpnia 1979 padł rekord frekwencji na í Fløtugerði. Podczas meczu przeciwko TB Tvøroyri, wygranemu przez gospodarzy 3:1, na trybunach zebrało się ponad 1500 osób.
29 września 1985 roku stadion był gospodarzem finału Pucharu Wysp Owczych. NSÍ Runavík przegrał wówczas 2:4 z GÍ Gøta.
Stadion przebudowano w roku 2008.